# Жаманакова Марія Сериківна
Марія Сериківна Жаманакова (рос. Мария Сериковна Жаманакова; нар. 21 серпня 1989) — російська футболістка, воротар клубу «Рязань-ВДВ».

## Клубна кар'єра
Народилася 21 серпня 1989 року. На початку кар'єри виступала за клуб «Аврора» (Санкт-Петербург). 2010 року грала у першій лізі за московське «Чертаново».
З 2011 року грала за клуб «Зоркий» (Красногорськ). У сезоні 2011/12 років зіграла 4 матчі у чемпіонаті. Команда стала віце-чемпіоном та фіналістом Кубку Росії. У сезоні 2012/13 зіграла 7 матчів у чемпіонаті. Команда стала чемпіоном. У сезоні 2013 року зіграла 7 матчів у чемпіонаті. Команда стала бронзовим призером. У сезоні 2014 року зіграла 1 матч у чемпіонаті. Команда стала віце-чемпіоном. У сезоні 2015 року зіграла 3 матчі в чемпіонаті. Команда стала бронзовим призером. 2015 року футбольний клуб «Зоркий» розформований «у зв'язку з відсутністю необхідних фінансових коштів».
Стала гравцем клубу «Рязань-ВДВ». У сезоні 2016 року зіграла 1 матч у чемпіонаті. Команда стала бронзовим призером. У сезоні 2017 років зіграла 2 матчі у чемпіонаті. Команда стала віце-чемпіоном. У сезоні 2018 зіграла 5 матчів у чемпіонаті, у деяких із них виходила як польовий гравець. Команда стала чемпіоном та фіналістом Кубку. У сезоні 2019 зіграла 5 матчів у чемпіонаті. 1 липня 2021 року віддана в оренду у футбольний клуб «Мінськ», де за півсезону зіграла 8 матчів та стала віце-чемпіонкою Білорусі.

## Кар'єра в збірній
У складі студентської збірної Росії зіграла 3 матчі на Універсіаді 2013 року, де збірна посіла дев'яте місце.
За національну збірну Росії дебютувала 14 лютого 2014 року у товариському матчі проти команди США (0:8). Через місяць взяла участь у трьох матчах Кубку Алгарве та після цього за збірну не виступала.

## Статистика виступів

### У збірній
| Матчи Жаманаковой за сборную России | Матчи Жаманаковой за сборную России | Матчи Жаманаковой за сборную России | Матчи Жаманаковой за сборную России | Матчи Жаманаковой за сборную России | Матчи Жаманаковой за сборную России | Матчи Жаманаковой за сборную России |
| ----------------------------------- | ----------------------------------- | ----------------------------------- | ----------------------------------- | ----------------------------------- | ----------------------------------- | ----------------------------------- |
| №                                   | Дата                                | Суперник                            | Рахунок                             | Голи                                | Змагання                            |                                     |
| 1                                   | 31 жовтня 2013                      | Словаччина                          | 2:0                                 | —                                   | кв ЧС 2015                          |                                     |
| 2                                   | 14 лютого 2014                      | США                                 | 0:8                                 | —                                   | Товариський матч                    |                                     |
| 3                                   | 7 березня 2014                      | Португалія                          | 3:1                                 | —                                   | Кубок Алгавре 2014                  |                                     |
| 4                                   | 10 березня 2014                     | Австрія                             | 2:3                                 | —                                   | Кубок Алгавре 2014                  |                                     |
| 5                                   | 12 березня 2014                     | Австрія                             | 1:0                                 | —                                   | Кубок Алгавре 2014                  |                                     |
| 6                                   | 5 квітня 2014                       | Словенія                            | 4:1                                 | —                                   | Кв ЧС 2015                          |                                     |
| 7                                   | 9 квітня 2014                       | Хорватія                            | 1:0                                 | —                                   | Кв ЧС 2015                          |                                     |
| 8                                   | 19 червня 2014                      | Ірландія                            | 0:0                                 | —                                   | Кв ЧС 2015                          |                                     |

Загалом: 8 матчів / 13 пропущених м'ячів; 5 перемог, 1 нічия, 2 поразка.
1. ↑  Першим вказана кількість голів, забитих у ворота суперника.

## Досягнення

### Командні
«Зоркий»
- Чемпіонат Росії
  -  Чемпіон (1): 2012/13
  -  Срібний призер (2): 2011/12, 2014
  -  Бронзовий призер (2): 2013, 2015

- Кубок Росії
  -  Фіналіст (1): 2011/12

«Рязань-ВДВ»
- Чемпіонат Росії
  -  Чемпіон (1): 2018
  -  Срібний призер (1): 2017
  -  Бронзовий призер (1): 2016

- Кубок Росії
  -  Фіналіст (1): 2018, 2019